# Janez Orešnik
Janez Orešnik, slovenski jezikoslovec, univerzitetni pedagog in akademik * 12. december 1935, Ljubljana, † 1. april 2024, Ljubljana.
Bil je redni profesor na Oddelku za primerjalno in splošno jezikoslovje Filozofske fakultete Univerze v Ljubljani in njegov predstojnik od 1990 (s presledki) do 2010. Predaval je primerjalno slovnico germanskih jezikov (posvečal se je skandinavistiki in v tem okviru preučeval zlasti islandščino), po letu 1990 pa predvsem splošno jezikoslovje, ki ga je vpeljal kot poseben študij na Filozofski fakulteti. 

## Življenje in delo
Na Filozofski fakulteti v Ljubljani diplomiral 1958, in doktoriral 1965. Izpopolnjeval se je na Univerzi v Köbenhavnu (1959–61, L. Hjelmslev), Zagrebu (1962/63), Reykjaviku (1965/66) ter na Univerzi Harvard v Cambridgeu v ZDA (1969/70). Od 1961 do 1989 je deloval na Oddelku za germanske jezike in književnosti, od 1983 kot redni profesor za primerjalno slovnico germanski jezikov. 1989 je prešel na Oddelek za primerjalno jezikoslovje in orientalistiko, ko je kot redni profesor utemeljil znanstveno področje splošnega jezikoslovja pri nas, zato se je ta oddelek po prevzemu njegovega predstojništva 1990 preimenoval v Oddelek za primeralno in splošno jezikoslovje, saj je splošno jezikoslovje s tem postalo poseben študijski program.  
Določil je nekatera fonološka pravila islandskega glasoslovja in jih delno utemeljil; opisal je več neknjižnih pojavov na področju islandskega oblikoslovja, zlasti v konjunktivu preterita in v velelniku ter skladnje. Med vrhunske jezikoslovne dosežke spadajo poleg študij o islandskem jeziku še o tvorbeno-pretvorbeni slovnici in vprašanjih formalizacije slovnice za uporabo v računalništvu, npr. za samodejno prepoznavanje slovenske skladnje. Od 1985 je s skupino mlajših jezikoslovcev s FF v Ljubljani in s Pedagoške fakultete v Mariboru v okviru naravnega jezikoslovja razvijal teorijo o t. i. krepkih in šibkih dvojnicah v skladnji oz. o sopomenskih skladenjskih enotah, ki v zgodovini jezika tekmujejo druga z drugo. Skupina je oblikovala domneve o smereh takega tekmovanja in jih preučevala na jezikovnem gradivu. V letih 1993 in 1996 je skupina pripravila na Pedagoški fakulteti v Mariboru mednarodna simpozija o naravnem jezikoslovju, ki sta zajela tudi teorijo o krepkih in šibkih dvojnicah. Ta "naša" teorija se v mednarodni literaturi včasih imenuje »slovenski model naravne skladnje«. Sami so jo poimenovali »naravna skladnja«. Po letu 1990 je raziskoval predvsem splošnojezikoslovne teme s poudarkom na prispevku slovenščine k reševanju splošnojezikoslovnih vprašanj. Bil je osrednja osebnost jezikovne teorije in germanističnega jezikoslovja na Slovenskem. Kot gostujoči profesor je predaval v številnih jezikoslovnih središčih, posebej na germanskem jezikovnem področju ter bil sourednik revije Linguistica. Zaradi novih jezikoslovnih pogledov in sistematično izpeljane metode je mogoče govoriti tudi o "ljubljanski" ali "Orešnikovi" jezikoslovni šoli.  
Bil je dolgoletni predsednik znanstvenega sveta Inštituta za slovenski jezik Frana Ramovša ZRC SAZU (1999-2014), od leta 2013 pa tudi član ožje delovne skupine v Pravopisni komisiji pri SAZU in ZRC SAZU.

## Priznanja in nagrade
Leta 1987 je Orešnik postal izredni, 1993 pa redni član Slovenske akademije znanosti in umetnosti. Od maja 1992 do marca 1999 je bil tajnik II. (filološkega) razreda SAZU; leta 1993 je postal še član Evropske akademije znanosti in umetnosti v Salzburgu.
Leta 1987 je prejel nagrado Sklada Borisa Kidriča, 2004 zlati red za zasluge Republike Slovenije, 21. novembra 2007 Zoisovo nagrado za življenjsko delo na področju jezikoslovja, po upokojitvi pa je bil  imenovan še za zaslužnega profesorja Univerze v Ljubljani (2011).

## Dela (monografije)
- Studies in the phonology and morphology of modern Icelandic (Buske, Hamburg, 1985)
- Udeleženske vloge v slovenščini (SAZU, 1992)
- Slovenski glagolski vid in univerzalna slovnica (SAZU, 1994)
- Uradi za jezik v Skandinaviji (SAZU, 1995)
- Krepke in šibke dvojnice v skladnji / Strong and weak variants in syntax (SAZU, 1999)
- A predictable aspect of (morpho)syntactic variants / Predvidljiv vidik (obliko)skladenjskih dvojnic (SAZU, 2001)
- Naturalness in (morho)syntax: English Examples / Jezikovna naravnost v (obliko)skladnji – angleški zgledi (SAZU, 2004)